# Hurworth
Hurworth est une localité de la région de Taranaki, dans l'Île du Nord de la Nouvelle-Zélande. 

## Situation
Elle est située à 8 km au sud de la cité de New Plymouth.

## Histoire
Harry Atkinson, Premier ministre de Nouvelle-Zélande, a dénommé Hurworth d’après un village où il avait vécu dans son enfance en Angleterre. Atkinson contribua largement à l’établissement de la localité, et en particulier, Il construisit entre 1855 et 1856 le seul bâtiment encore existant datant de cette époque, nommé de nos jours « Hurworth Cottage ». 
Hurworth devint l’un des 6 villages florissants du secteur connus pour ses bons fromages. D’autres résidents comprenaient la famille Ronalds –5 frères et sœurs du Dr Edmund Ronalds (en).
Toutefois, de nombreux bâtiments furent endommagés par la Première guerre de Taranaki (en) de 1860. À la suite de ce conflit, la ville fut abandonnée et les résidents furent forcés de se réinstaller à proximité de New Plymouth. 
Hurworth Cottage était le seul bâtiment siégeant dans le secteur après la guerre de 1861, mais son terrain a été mis à feu . Atkinson ne retourna pas vers la localité avant 1865. 
La zone alentour grossit en une autre petite communauté, et en 1967, le cottage fut donné à New Zealand Historic Places Trust par son propriétaire d’alors, Robert Brown. Il a été depuis préservé,